# O Académico (bissemanário)
O Académico : publicação bissemanal : redigida por alunos dos cursos superiores  foi um jornal publicado em Lisboa entre 1880 e 1881, pela Tipografia do Diário da Manhã.
Entre os colaboradores encontramos, a título de exemplo, na edição 19 de O Academico : publicação bi-semanal : redigida por alumnos dos cursos superiores como "Redactor da Semana": Homem Cristo.